# Love + Fear
Love + Fear (stylizováno kapitálkami jako LOVE + FEAR) je čtvrté studiové album velšské zpěvačky Mariny Diamandis, první vydané album pod jejím novým uměleckým jménem Marina. Album vydalo dne 26. dubna 2019 vydavatelství Atlantic Records. První polovinu alba však zpěvačka zveřejnila již 4. dubna téhož roku, jako překvapení po čtyřleté pauze od alba Froot.
Součástí alba je pět singlů: „Handmade Heaven“, „Superstar“, „Karma“, „Orange Trees“ a „To Be Human“. Je rozdělené do dvou částí, „LOVE“ (láska) a „FEAR“ (strach); v každém z nich se nachází osm písní.

## Seznam skladeb
| Pořadí | Název                                          | Délka |
| ------ | ---------------------------------------------- | ----- |
| 1.     | „Handmade Heaven“                              | 3:30  |
| 2.     | „Superstar“                                    | 3:54  |
| 3.     | „Orange Trees“                                 | 3:08  |
| 4.     | „Baby“ (Clean Bandit ft. Marina and Luis Fonsi | 3:25  |
| 5.     | „Enjoy Your Life“                              | 3:36  |
| 6.     | „True“                                         | 3:29  |
| 7.     | „To Be Human“                                  | 4:06  |
| 8.     | „End Of The Earth“                             | 3:41  |

| Pořadí | Název               | Délka |
| ------ | ------------------- | ----- |
| 1.     | „Believe in Love“   | 3:33  |
| 2.     | „Life is Strange“   | 3:17  |
| 3.     | „You“               | 3:32  |
| 4.     | „Karma“             | 3:24  |
| 5.     | „Emotional Machine“ | 3:16  |
| 6.     | „Too Afraid“        | 3:23  |
| 7.     | „No More Suckers“   | 3:15  |
| 8.     | „Soft to Be Strong“ | 3:47  |

## Love + Fear (Acoustic)
13. září 2019 vyšlo Marinino sedmé EP, které je akustickou verzí Love + Fear. Obsahuje 5 písní z původního alba; k třem z těchto verzí natočila i videoklipy.
| Pořadí | Název             | Délka |
| ------ | ----------------- | ----- |
| 1.     | „True“            | 3:19  |
| 2.     | „Superstar“       | 4:02  |
| 3.     | „Karma“           | 3:48  |
| 4.     | „No More Suckers“ | 3:29  |
| 5.     | „Orange Trees“    | 3:08  |